# Dicranella vaginata
Dicranella vaginata là một loài Rêu trong họ Dicranaceae. Loài này được (Hook.) Cardot mô tả khoa học đầu tiên năm 1908.